# Muhammad ibn Ali al-Idrisi
Sayyid Muhammad ibn Ali al-Idrisi (1876–1923) (en árabe: محمد بن علي الإدريسي‎) fundó y gobernó el Emirato Idrisid de Asir.

## Biografía
Nació en Sabya (hoy Arabia Saudita). Era nieto de Sayyid Ahmad ibn Idris al-Fasi, un erudito marroquí de Fez, quién era líder de una fraternidad religiosa (tariqa) en La Meca y quién adquirió tierra en Sabya, asentándose allí y falleciendo en 1837. Los descendientes de Sayyid Ahmed aumentaron su riqueza e influencia y gradualmente suplantaron a la familia gobernante de Abu ‛Arish.
Sayyid Muhammad fue educado en parte en la Universidad de Al-Azhar y en parte por Senussi en Kufra, y posteriormente residió durante un tiempo en Sudán, en la isla de Argo. A su regreso a Asir, su única ambición era independizar ese distrito del Imperio Otomano. Poco a poco amplió su poder político para incluir a Mikhlaf el Yemen y gran parte de los Tihamah, con control sobre varias tribus fuera de estos límites. Se unió a los Aliados en la Primera Guerra Mundial y fue el enemigo inexorable del Imam de Yemen.